# Perfluor(2-ethoxyethan)sulfonsäure
Perfluor(2-ethoxyethan)sulfonsäure (PFEESA) ist eine per- und polyfluorierte Alkylverbindung (PFAS) aus der Gruppe der Perfluorethersulfonsäuren. Sie gehört zu den sogenannten Ersatzstoffen für längerkettige PFAS wie PFOA, die aufgrund ihrer gefährlichen Eigenschaften Gegenstand von weitreichenden Regulierung sind.

## Eigenschaften
Die Verbindung besteht aus einer Perfluorethylstruktur, an die eine perfluorierte Ethoxygruppe und eine Sulfonsäuregruppe gebunden sind. Durch die Perfluorierung ist PFEESA sehr stabil und persistent in der Umwelt – wie andere PFAS auch. Zudem ist PFEESA in der Umwelt mobil. Die Verbindung wurde bereits in Oberflächengewässern, Grundwasser und Trinkwasser nachgewiesen. Aufgrund der kurzen Kohlenstoffkette reichert sich PFEESA weniger stark in Organismen an als längerkettige PFAS.
PFEESA gehört zu den 25 PFAS, für die Kanada Trinkwasserhöchstwerte erlassen hat.